# 新四军驻福州办事处
新四军驻福州办事处，位于中国福建省福州市鼓楼区安民巷53号，为一个省级文物保护单位，类型为革命遗址及革命纪念建筑物，为第三批福建省文物保护单位，公布时间为1991年4月17日。
新四军驻福州办事处的历史年代为1938年。